# Luis García Blanco
Luis García Blanco es un alfarero reconocido en México, hijo mayor de Teodora Blanco Núñez y perteneciente a la familia Blanco.

## Trayectoria
Luis García Blanco continúa la tradición con las enseñanzas que su madre le dejó, haciendo figuras desde que él tenía 6 años.
Actualmente trabaja con su esposa María Rojas de García, quien fue también alumna de Teodora. Luis se enfoca principalmente en el pastillaje, pero tiene su propio estilo, especialmente en la creación de caras humanas: hace figuras de humanos y de animales, así como de fantasía (combinando los humanos con los animales), como por ejemplo sirenas y personas con cabezas de algún animal. Otra especialidad son los belenes.[cita requerida]

## Vida privada
Luis vive con su familia en la casa que él construyó. Ha tenido exhibiciones de su trabajo en México, Estados Unidos (San Antonio, Santa Fe y Tucson) y en Europa. Los hijos de Luis y María también han trabajado con ellos, ya que ambos se preocupan por conservar la tradición familiar.